# Винная (приток Самары)
Винная — река в России, протекает в Оренбургской области. Устье реки находится по левому берегу реки Самары. Длина реки составляет 28 км, площадь водосборного бассейна — 228 км².

## География
Известный географ Паллас в своей книге «Путешествие по разным провинциям Российского государства» упомянул, что река Винная состоит из болотистых и местами глубоких луж, а её берега обросли тростником, который охотно ест скотина.
Через реку проходит железнодорожная ветка Оренбургского отделения Южно-Уральской магистрали. Первый железнодорожный мост через Винную был построен в 1875 году, второй в 1961 году. В 2004 году оба моста были заменены новыми.

## Данные водного реестра
По данным государственного водного реестра России относится к Нижневолжскому бассейновому округу, водохозяйственный участок реки — Самара от Сорочинского гидроузла до водомерного поста у села Елшанка. Речной бассейн реки — Волга от верховий Куйбышевского вдхр. до впадения в Каспий.
Код объекта в государственном водном реестре — 11010001012112100007386.